# Arthur Desjardins
Achille Arthur Desjardins (født 8. november 1835 i Beauvais, død 15. januar 1901 i Paris) var en fransk retslærd, bror til Albert Desjardins.
Desjardins, der 1859 blev stedfortræder for den kejserlige prokurør, virkede i Marseille og Aix, hvor han steg til Generaladvokat, 1873 Formand for Appellationsretten i Douai, 1874 Generalprokurør i Rouen, 1875 Generaladvokat ved Kassationsretten, hvor han i Kraft af sin fremragende Dygtighed spillede en stor Rolle.
Desjardins udfoldede tillige en omfattende og flersidig Forfattervirksomhed: Essais sur les confessions de saint Augustin (1852), Théorie des excuses en droit criminel (1858), det bekendte De l'aliénation et de la préscription des biens de l'état, des départements; des communes et des établissements publics dans le droit ancien et moderne (1862), États-Généraux 1355-1614 (1871), La nouvelle
organisation judiciaire (1872), Questions sociales et politiques (1893), Les devoirs, essais sur la morale de Cicéron (2. Udg. 1893), De la liberté politique dans l'État moderne (1894) og P. J. Proudhon, I-II (1896).
Desjardins' Hovedværk er det berømte Traité de droit commercial maritime, I-IX (1878-90). Desjardins, der tillige skrev en Del folkeretlige Afh., var Medlem af Institut de droit international; ved Instituttets Sammenkomst i Kbhvn 1897 var han Mødets Vicepræsident.